# Sericocrambus stylatus
Sericocrambus stylatus là một loài bướm đêm trong họ Crambidae.